# Mimosema renipunctata
Mimosema renipunctata là một loài bướm đêm trong họ Geometridae.